# Trahison à Stockholm
Pour plus de détails, voir Fiche technique et Distribution.
Trahison à Stockholm (titre italien : Rapporto Fuller, base Stoccolma) est un film franco-italien réalisé par Sergio Grieco, sorti en 1968.

## Synopsis
À Stockholm, Dick Worth, un coureur automobile, est accusé du meurtre de Greta Fuller. Immédiatement disculpé, deux agents de la CIA lui révèlent la vérité : Greta était en fait une espionne qui avait découvert un rapport secret. Pour prouver son innocence, Worth se charge de retrouver le précieux document...

## Fiche technique
- Titre italien : Rapporto Fuller, base Stoccolma
- Titre français : Trahison à Stockholm
- Réalisation : Sergio Grieco
- Scénario : Sandro Continenza, Roberto Gianviti, Alberto Silvestri et Franco Verucci d'après une histoire de Roberto Gianviti
- Directeur de la photographie : Stelvio Massi
- Montage : Renato Cinquini
- Musique : Armando Trovajoli
- Costumes : Mario Giorsi
- Production : Edmondo Amati (en)
- Pays d'origine :  Italie,  France
- Genre : Film d'espionnage, Film d'aventure
- Durée : 85 minutes
- Date de sortie :
  - Italie : 24 février 1968
  - France : 10 octobre 1969
  - Suède : 11 février 1974

## Distribution
- Ken Clark (VF : Denis Savignat) : Dick Worth
- Beba Loncar (VF : Nicole Favart) : Svetlana Golyadkin
- Lincoln Tate : Pearson
- Jess Hahn (VF : Claude Bertrand) : Eddy Bennet
- Paolo Gozlino (VF : Jacques Richard) : Max
- Serge Marquand (VF : Jean Brassat) : Borjansky (Bonjasky en VO)
- Sarah Ross (VF : Claire Guibert) : Esther
- Mirko Ellis (VF : Bernard Tiphaine) : Jimmy
- Claudio Biava : l'homme de Bonjasky
- Gianni Brezza (VF : Jean-Louis Jemma) : Clay
- Sten Arnstendam : l'agent de la CIA
- Lars Passgård (VF : Philippe Ogouz) : Knut
- Max Turilli (VF : Albert Augier) : le docteur